# Amancio Alcorta (Politiker)
Amancio Alcorta (* 27. Mai 1842 in Buenos Aires; † 5. Mai 1902 ebenda) war ein argentinischer Politiker und Rechtswissenschaftler.
Alcorta studierte Jura an der Universität von Buenos Aires. Er war Mitglied der Abgeordnetenkammer und Außenminister unter den Präsidenten José Evaristo Uriburu und Julio Argentino Roca. Außerdem war er Professor für internationales Recht an der Universität von Buenos Aires. 1878 veröffentlichte er den dreibändigen Tratado de Derecho Internacional Público.

## Schriften
- La instrucción secundaria
- Tratado de derecho internacional publico
- Curso de derecho internacional privado